# Aeroporto Internazionale di U-Tapao
L'aeroporto Internazionale di U-Tapao (in thailandese ท่าอากาศยานนานาชาติอู่ตะเภา; IATA: UTP, ICAO: VTBU) è un aeroporto thailandese che si trova nel distretto di Ban Chang in provincia di Rayong, 140 km a sud-est di Bangkok. Serve le città di Rayong e Pattaya. Una parte della struttura è una base aerea della Reale marina militare thailandese.
Il suo sviluppo fa parte del programma di governo per la crescita economica della costa orientale della Thailandia. È considerato anche un'alternativa ai congestionati aeroporti di Bangkok, come accadde durante la crisi politica del 2008, quando l'aeroporto Suvarnabhumi di Bangkok fu occupato dai manifestanti e la maggior parte dei passeggeri fu trasferita e poté partire da U-Tapao.

## Storia
Il progetto per la costruzione dell'aeroporto approntato dalla Marina militare fu approvato nel 1961 e la struttura fu inaugurata nel 1966. L'anno precedente il governo statunitense si era accordato con quello thailandese per utilizzare l'aeroporto come base militare per gli aerei da bombardamento della US Air Force impiegati nella guerra del Vietnam. Gli americani contribuirono alla costruzione e rimasero a U-Tapao fino alla fine del conflitto nel 1976. L'aeroporto fu quindi adibito al trasporto passeggeri e considerato un'alternativa all'aeroporto Internazionale di Bangkok-Don Mueang, a quel tempo l'unico della capitale.
Nel 1982 fu ultimata la costruzione del terminal passeggeri. Nel 1989, il governo nazionale diede in concessione la gestione della struttura alla Marina militare e al Dipartimento aviazione civile di Thailandia, con l'obbiettivo di promuovere la crescita economica e sociale della costa orientale del Paese.
Durante la crisi politica del 2008, gli aeroporti di Bangkok furono temporaneamente chiusi dopo essere stati occupati dai manifestanti contro il governo. La maggior parte dei viaggiatori poterono lasciare il Paese volando da U-Tapao. All'inizio di dicembre vi erano circa 100 000 passeggeri bloccati e l'aeroporto di U-Tapao, sebbene la sua pista permettesse il decollo ad aerei di grandi dimensioni, non era autorizzato a superare un certo numero di decolli al giorno, un fatto che creò ulteriori disagi ai passeggeri.
Per sopperire al progressivo sovraffollamento degli aeroporti di Bangkok, nel 2017 il governo fece ampliare U-Tapao e vi fece costruire un secondo terminal. La ristrutturazione ha raddoppiato il numero di passeggeri che possono utilizzare i voli da U-Tapao. Le diverse compagnie low-cost che operano nell'aeroporto hanno in quel periodo puntato sul crescente numero di turisti cinesi che visitano la Thailandia. Un ulteriore ampliamento è stato previsto per gli anni successivi.
È stato anche progettato un collegamento ferroviario con treni ad alta velocità tra U-Tapao e l'Airport Rail Link dell'aeroporto Suvarnabhumi di Bangkok, che in prospettiva collegherebbe anche l'aeroporto Don Mueang.

## Statistiche
Questo grafico non è disponibile a causa di un problema tecnico.
Si prega di non rimuoverlo.
Vedi la query Wikidata di origine.